# Thorgan Hazard
Thorgan Ganael Francis Hazard (født 29. marts 1993) er en belgisk professionel fodboldspiller, som spiller for RSC Anderlecht og Belgiens landshold. 

## Baggrund
Han kommer fra en fodboldfamilie, da begge hans forældre var fodboldspillere på lavere niveauer i Belgien. Hans brødre Eden Hazard og  Kylian Hazard er også professionelle fodboldspillere.

## Klubkarriere

### Lens
Hazard begyndte sin karriere med RC Lens, hvor han fik sin professionelle debut i juli 2011.

### Chelsea
Hazard skiftede i juli 2012 til Chelsea efter hans bror Eden også havde skiftet til klubben. Han ville dog aldrig spille for Chelsea, og tilbragte sin tid i klubben væk på lejeaftaler.

### Borussia Mönchengladbach
Hazard skiftede i juli 2014 til Borussia Mönchengladbach på en lejeaftaler. Efter at have imponeret i sin debutsæson, blev aftalen gjort permanent i februar 2015. Hazard tilbragte 5 sæsoner med klubben, med 2018-19 sæsonen hans mest imponerende, da han sluttede sæsonen med 10+ mål og assists.

### Borussia Dortmund
Hazard skiftede i maj 2019 til Borussia Dortmund.

## Landsholdskarriere

### Ungdomslandshold
Hazard har repræsenteret Belgien på flere ungdomsniveauer.

### Seniorlandshold
Hazard debuterede for Belgiens landshold den 29. maj 2013.

## Titler
Borussia Dortmund
- DFB-Pokal: 1 (2020-21)

Individuelle
- Årets spiller i Belgiens 1. Division A: 1 (2013)
- Årets spiller i Belgien: 1 (2013-14)